# Eleição municipal de São Paulo em 1996
A eleição municipal de São Paulo em 1996 foi realizada em dois turnos, sendo o primeiro no dia 3 de outubro de 1996 e o segundo no dia 15 de novembro de 1996, com o objetivo de eleger um prefeito, um vice-prefeito e 54 vereadores que seriam responsáveis pela administração da capital paulista de 1.º de janeiro de 1997 até 31 de dezembro de 2000. O titular do executivo municipal era Paulo Salim Maluf, do Partido Progressista Brasileiro (PPB), que pela legislação eleitoral vigente à época, não poderia concorrer à reeleição para um novo mandato.
Maluf indicou como seu candidato à sucessão na prefeitura de São Paulo seu então secretário de finanças, o economista carioca Celso Pitta, que disputaria ao cargo de prefeito pelo PPB, apoiado por ele. Pitta teve como candidato à vice o então Deputado Federal Régis de Oliveira, do Partido da Frente Liberal, partido a época liderado por Jorge Bornhausen e pelo então senador Antônio Carlos Magalhães.
Foram para o segundo turno Celso Pitta, candidato do PPB, apoiado pelo prefeito em exercício e a ex-prefeita e candidata pelo Partido dos Trabalhadores Luiza Erundina. Pitta foi eleito com 3.178.330 votos, que representavam 57,37% do eleitorado total apto a votar na eleição.
Pitta tomou posse no cargo de prefeito, junto ao vice no Palácio das Indústrias, então sede do executivo municipal no dia 1.º de janeiro de 1997.

## Candidatos
| Nº | Prefeito(a)  | Prefeito(a)                                    | Prefeito(a) | Prefeito(a) | Vice-prefeito(a) | Vice-prefeito(a) | Vice-prefeito(a)                                      | Vice-prefeito(a) | Vice-prefeito(a) | Coligação Partido(s)                         | Tempo do horário eleitoral |
| Nº | Candidato(a) | Candidato(a)                                   | Partido     | Cargos relevantes | Candidato(a)     | Candidato(a)     | Candidato(a)                                          | Partido          | Cargos relevantes | Coligação Partido(s)                         | Tempo do horário eleitoral |
| -- | ------------ | ---------------------------------------------- | ----------- | --- | ---------------- | ---------------- | ----------------------------------------------------- | ---------------- | --- | -------------------------------------------- | -------------------------- |
| 11 |              | Celso Pitta Celso Roberto Pitta do Nascimento  | PPB         | - Secretário Municipal de Finanças de São Paulo (1992-1996) |                  |                  | Régis de Oliveira Régis Fernandes de Oliveira         | PFL              | - Deputado Federal por São Paulo (1995-1996) | Não Deixe São Paulo Parar (PPB, PFL)         | 8min 53seg                 |
| 12 |              | Francisco Rossi Francisco Rossi de Almeida     | PDT         | - Deputado Federal por São Paulo (1979-1983) - Secretário Estadual de Educação e Turismo de São Paulo (1980-1981) - Prefeito de Osasco (1973-1977, 1989-1992)                                                                |                  |                  | Marcos Cintra Marcos Cintra Cavalcanti de Albuquerque | PL               | - Vereador de São Paulo (1993-1996) | Rossi por São Paulo (PDT, PL, PST)           | 2min 14seg                 |
| 13 |              | Luiza ErundinaLuiza Erundina de Sousa          | PT          | - Vereadora de São Paulo (1983-1986) - Deputada Estadual por São Paulo (1987-1988) - Prefeita de São Paulo (1989-1992) |                  |                  | Aloizio MercadanteAloizio Mercadante Oliva            | PT               | - Deputado Federal por São Paulo (1991-1995) | SIM por São Paulo (PT, PCB, PCdoB, PMN, PSB) | 4min 3seg                  |
| 14 |              | Campos Machado Antônio Carlos Campos Machado   | PTB         | - Deputado Estadual por São Paulo (1987-1996) |                  |                  | João Abujamra                                         | PTB              | | SP Esperança (PTB, PSD, PAN)                 | 1min 58seg                 |
| 15 |              | José Pinotti José Aristodemo Pinotti           | PMDB        | - Reitor da UNICAMP (1982-1986) - Secretário Estadual de Educação de São Paulo (1986-1987) |                  |                  | Alberto Goldman                                       | PMDB             | - Deputado Estadual por São Paulo (1971-1979) - Deputado Federal por São Paulo (1979-1987, 1991-1996) - 90.º Ministro dos Transportes do Brasil (1992-1993)               | Viver São Paulo (PMDB, PSDC)                 | 5min 10seg                 |
| 16 |              | Valério Arcary                                 | PSTU        | |                  |                  | Alexandre Fusco Alexandre Giardini Fusco              | PSTU             | | Apoio informal do PCO                        | 1min                       |
| 19 |              | Dorival de Abreu Dorival Masci de Abreu        | PTN         | - Deputado Federal por São Paulo (1967-1969) |                  |                  | Mendes Teixeira Antônio José Mendes Teixeira          | PTN              | | Bandeira Paulista (PTN, PTdoB, PGT)          | 30seg                      |
| 20 |              | Pedro de Camillo Netto                         | PSC         | |                  |                  | Fortunato Montone                                     | PSC              | | Partido Isolado                              | 33seg                      |
| 28 |              | Levy Fidelix José Levy Fidelix da Cruz         | PRTB        | |                  |                  | Edson Orloski Edson Roberto Orloski                   | PRTB             | | Partido Isolado                              | 30seg                      |
| 44 |              | Carlos Alves Carlos Alves de Souza             | PRP         | |                  |                  | Ricardo Abreu Ricardo Santos Abreu                    | PRP              | | Partido Isolado                              | 30seg                      |
| 45 |              | José Serra José Serra Chirico                  | PSDB        | - Secretário Estadual de Economia e Planejamento de São Paulo (1983-1986) - Deputado Federal por São Paulo (1987-1994) - Senador por São Paulo (1995-1996) - 15.º Ministro do Planejamento e Orçamento do Brasil (1995-1996) |                  |                  | Arnaldo Madeira Arnaldo de Abreu Madeira              | PSDB             | - Vereador de São Paulo (1983-1995) - Secretário Municipal da Habitação e do Desenvolvimento Urbano de São Paulo (1983-1986) - Deputado Federal por São Paulo (1995-1996) | SP São Paulo (PSDB, PV, PPS, PSL)            | 4min 38seg                 |
| 56 |              | Havanir Nimtz Havanir Tavares de Almeida Nimtz | PRONA       | |                  |                  | Milton Melfi                                          | PRONA            | | Partido Isolado                              | 30seg                      |

## Pesquisas eleitorais

### 2.º Turno
| Instituto               | Ref.          | Fonte: e Se a eleição para prefeito fosse hoje em qual desses candidatos você votaria ? | Fonte: e Se a eleição para prefeito fosse hoje em qual desses candidatos você votaria ? | Fonte: e Se a eleição para prefeito fosse hoje em qual desses candidatos você votaria ? | Fonte: e Se a eleição para prefeito fosse hoje em qual desses candidatos você votaria ? | Fonte: e Se a eleição para prefeito fosse hoje em qual desses candidatos você votaria ? | Fonte: e Se a eleição para prefeito fosse hoje em qual desses candidatos você votaria ? | Fonte: e Se a eleição para prefeito fosse hoje em qual desses candidatos você votaria ? |                      |               |     |     |    |    |     |
| Instituto               | Ref.          | Data(s) conduzidas                                                                      | Amostragem                                                                              | Pitta (PPB)                                                                             | Erundina (PT)                                                                           | Abst.                                                                                   | Não Sabe                                                                                | Vantagem                                                                                |                      |               |     |     |    |    |     |
| ----------------------- | ------------- | --------------------------------------------------------------------------------------- | --------------------------------------------------------------------------------------- | --------------------------------------------------------------------------------------- | --------------------------------------------------------------------------------------- | --------------------------------------------------------------------------------------- | --------------------------------------------------------------------------------------- | --------------------------------------------------------------------------------------- | -------------------- | ------------- | --- | --- | -- | -- | --- |
| Instituto               | Ref.          | Data(s) conduzidas                                                                      | Amostragem                                                                              | Datafolha                                                                               | [ 4 ]                                                                                   | Abst.                                                                                   | Não Sabe                                                                                | Vantagem                                                                                | 4 de outubro de 1996 | Não Apresenta | 53% | 37% | 7% | 3% | 16% |
| 10 de outubro de 1996   | Não Apresenta | 53%                                                                                     | 36%                                                                                     | Datafolha                                                                               | [ 4 ]                                                                                   | 8%                                                                                      | 3%                                                                                      | 17%                                                                                     |                      |               |     |     |    |    |     |
| 17 de outubro de 1996   | Não Apresenta | 57%                                                                                     | 30%                                                                                     | Datafolha                                                                               | [ 4 ]                                                                                   | 10%                                                                                     | 4%                                                                                      | 27%                                                                                     |                      |               |     |     |    |    |     |
| 1.º de novembro de 1996 | Não Apresenta | 52%                                                                                     | 33%                                                                                     | Datafolha                                                                               | [ 4 ]                                                                                   | 11%                                                                                     | 4%                                                                                      | 19%                                                                                     |                      |               |     |     |    |    |     |
| 8 de novembro de 1996   | Não Apresenta | 55%                                                                                     | 34%                                                                                     | Datafolha                                                                               | [ 4 ]                                                                                   | 8%                                                                                      | 4%                                                                                      | 21%                                                                                     |                      |               |     |     |    |    |     |
| 12 de novembro de 1996  | Não Apresenta | 55%                                                                                     | 34%                                                                                     | Datafolha                                                                               | [ 4 ]                                                                                   | 8%                                                                                      | 3%                                                                                      | 21%                                                                                     |                      |               |     |     |    |    |     |
| 14 de novembro de 1996  | Não Apresenta | 54%                                                                                     | 33%                                                                                     | Datafolha                                                                               | [ 4 ]                                                                                   | 9%                                                                                      | 3%                                                                                      | 21%                                                                                     |                      |               |     |     |    |    |     |

## Programas Eleitorais

### TV Coração - Celso Pitta (PPB)
A TV Coração foi uma iniciativa, para propaganda eleitoral obrigatória de rádio e tv do publicitário e marqueteiro da campanha de Celso Pitta, Duda Mendonça que consistia na apresentação das propostas presentes no plano de governo do candidato para a cidade de São Paulo, a apresentação da propaganda ficou sob responsabilidade da atriz Claúdia Spinelli.

## Jingles

### Campanha Celso Pitta (PPB)
- Eu quero Pitta[7]
- Quero Cingapura Por Toda a Cidade[8]
- Fura Fila[9]

### Campanha Luiza Erundina
- Pra Erundina eu Digo Sim[10]
- Se Você Pensa Que o Pitta Apita?[11][12]

## Debates

### 1.º Turno
| Data       | Organizador(es)                                     | Mediador (es) | Pitta (PPB) | Erundina (PT) | Serra (PSDB) | Rossi (PDT) | Leiva (PMDB) | Levy Fidelix (PRTB) | Ref.   |
| ---------- | --------------------------------------------------- | ------------- | ----------- | ------------- | ------------ | ----------- | ------------ | ------------------- | ------ |
| 01/07/1996 | Rede Bandeirantes, Jornal da Tarde e Rádio Eldorado | Desconhecido  | Presente    | Presente      | Presente     | Presente    | Presente     | Presente            | [ 13 ] |

## Resultados

### Prefeito

Resultados eleitorais por zona no 1º Turno
Celso Pitta
30–39%
40–49%
50–59%
Luiz Erundina
40–49%

| Celso Pitta 30–39% 40–49% 50–59% | Luiz Erundina 40–49% |

| Candidato (a)                  | Vice                    | 1.º turno 3 de outubro de 1996 | 1.º turno 3 de outubro de 1996 | 2.º turno 15 de novembro de 1996 | 2.º turno 15 de novembro de 1996 |
| Candidato (a)                  | Vice                    | Votação                        | Votação                        | Votação                          | Votação                          |
| Candidato (a)                  | Vice                    | Total                          | %                              | Total                            | %                                |
| ------------------------------ | ----------------------- | ------------------------------ | ------------------------------ | -------------------------------- | -------------------------------- |
| Celso Pitta (PPB)              | Régis de Oliveira (PFL) | 2.541.150                      | 44,93%                         | 3.178.330                        | 57,37%                           |
| Luiza Erundina (PT)            | Mercadante (PT)         | 1.291.120                      | 22,83%                         | 1.924.630                        | 34,74%                           |
| José Serra (PSDB)              | Arnaldo Madeira (PSDB)  | 819.995                        | 14,50%                         | Não Participaram                 | Não Participaram                 |
| Francisco Rossi (PDT)          | Marcos Cintra (PL)      | 400.536                        | 7,08%                          | Não Participaram                 | Não Participaram                 |
| José Aristodemo Pinotti (PMDB) | Alberto Goldman (PMDB)  | 101.358                        | 1,79%                          | Não Participaram                 | Não Participaram                 |
| Havanir Nimtz (PRONA)          | Milton Melfi (PRONA)    | 52.328                         | 0,93%                          | Não Participaram                 | Não Participaram                 |
| Campos Machado (PTB)           | João Abujamra (PTB)     | 28.479                         | 0,50%                          | Não Participaram                 | Não Participaram                 |
| Carlos Alves (PRP)             | Ricardo Abreu (PRP)     | 16.874                         | 0,30%                          | Não Participaram                 | Não Participaram                 |
| Valério Arcary (PSTU)          | Alexandre Fusco (PSTU)  | 9.290                          | 0,16%                          | Não Participaram                 | Não Participaram                 |
| Levy Fidelix (PRTB)            | Edson Orloski (PRTB)    | 3.608                          | 0,06%                          | Não Participaram                 | Não Participaram                 |
| Dorival de Abreu (PTN)         | Mendes Teixeira (PTN)   | 1.738                          | 0,03%                          | Não Participaram                 | Não Participaram                 |
| Pedro de Camillo Netto (PSC)   | Fortunato Montone (PSC) | 1.451                          | 0,03%                          | Não Participaram                 | Não Participaram                 |
| Total de votos válidos         | Total de votos válidos  | 5.267.927                      | 77,87%                         | 5.102.960                        | 75,43%                           |
| → Votos em branco              | → Votos em branco       | 87.078                         | 1,54%                          | 107.409                          | 1,94%                            |
| → Votos nulos                  | → Votos nulos           | 300.333                        | 5,31%                          | 329.993                          | 5,96%                            |
| Total                          | Total                   | 5.655.338                      | 83,59%                         | 5.540.362                        | 81,89%                           |
| Abstenções                     | Abstenções              | 1.110.069                      | 16,41%                         | 1.225.045                        | 18,11%                           |
| Total de inscritos             | Total de inscritos      | 6.765.407                      | 100%                           | 6.765.407                        | 100%                             |

## Apoios no 2.º Turno
| Pitta     | Pitta                                                        |
| --------- | ------------------------------------------------------------ |
| Políticos | Fernando Henrique Cardoso (PSDB), então Presidente do Brasil |
| Políticos | Paulo Maluf, então prefeito de São Paulo                     |
| Políticos | Milton Leite (PMDB) então vereador reeleito de São Paulo     |

| Erundina  | Erundina                                                                   |
| --------- | -------------------------------------------------------------------------- |
| Partidos  | PPS                                                                        |
| Políticos | Mário Covas (PSDB), então Governador de São Paulo                          |
| Políticos | Luiz Inácio Lula da Silva                                                  |
| Políticos | Roberto Freire (PPS), então Senador pelo PE                                |
| Políticos | Franco Montoro (PSDB), então Deputado Federal e ex-governador de São Paulo |
| Políticos | Sérgio Motta (PSDB), então ministro das comunicações do Brasil             |

## Câmara de Vereadores
| Vereadores eleitos em São Paulo - 1996 | Vereadores eleitos em São Paulo - 1996 | Vereadores eleitos em São Paulo - 1996 | Vereadores eleitos em São Paulo - 1996 | Vereadores eleitos em São Paulo - 1996 | Vereadores eleitos em São Paulo - 1996 |
| Candidato (a)                          | Número                                 | Partido                                | Coligação                              | Votação                                | Votação                                |
| Candidato (a)                          | Número                                 | Partido                                | Coligação                              | Votos                                  | %                                      |
| -------------------------------------- | -------------------------------------- | -------------------------------------- | -------------------------------------- | -------------------------------------- | -------------------------------------- |
| Nelo Rodolfo                           | 11677                                  | PPB                                    | Não Deixe São Paulo Parar              | 77.806                                 | 1,38%                                  |
| Miguel Colasuonno                      | 11611                                  | PPB                                    | Não Deixe São Paulo Parar              | 63.585                                 | 1,12%                                  |
| Toninho Paiva                          | 22611                                  | PL                                     | Rossi por São Paulo                    | 62.407                                 | 1,10%                                  |
| Wadih Mutran                           | 11624                                  | PPB                                    | Não Deixe São Paulo Parar              | 58.050                                 | 1,03%                                  |
| Edivaldo Alves Estima                  | 11688                                  | PPB                                    | Não Deixe São Paulo Parar              | 53.668                                 | 0,95%                                  |
| Zé Índio                               | 11675                                  | PPB                                    | Não Deixe São Paulo Parar              | 47.393                                 | 0,84%                                  |
| Domingos Dissei                        | 11696                                  | PPB                                    | Não Deixe São Paulo Parar              | 45.945                                 | 0,81%                                  |
| Alberto Hiar (Turco Loco)              | 45688                                  | PSDB                                   | SP São Paulo                           | 40.752                                 | 0,72%                                  |
| Paulo Roberto Faria Lima               | 11633                                  | PPB                                    | Não Deixe São Paulo Parar              | 39.730                                 | 0,70%                                  |
| Emílio Meneghini                       | 11665                                  | PPB                                    | Não Deixe São Paulo Parar              | 35.841                                 | 0,63%                                  |
| Mário Fernandes                        | 11690                                  | PPB                                    | Não Deixe São Paulo Parar              | 35.825                                 | 0,63%                                  |
| Jooji Hato                             | 15622                                  | PMDB                                   | Viver São Paulo                        | 35.538                                 | 0,63%                                  |
| Hanna Gharib                           | 11622                                  | PPB                                    | Não Deixe São Paulo Parar              | 35.278                                 | 0,62%                                  |
| Brasil Vita                            | 11666                                  | PPB                                    | Não Deixe São Paulo Parar              | 34.032                                 | 0,60%                                  |
| Roberto Tripoli                        | 45666                                  | PSDB                                   | SP São Paulo                           | 33.590                                 | 0,59%                                  |
| Milton Leite da Silva                  | 15685                                  | PMDB                                   | Viver São Paulo                        | 33.401                                 | 0,59%                                  |
| Archibaldo Zancra                      | 11663                                  | PPB                                    | Não Deixe São Paulo Parar              | 32.316                                 | 0,57%                                  |
| Bruno Feder Neto                       | 11677                                  | PPB                                    | Não Deixe São Paulo Parar              | 30.094                                 | 0,53%                                  |
| Cosme Lopes                            | 11689                                  | PPB                                    | Não Deixe São Paulo Parar              | 29.298                                 | 0,52%                                  |
| José Viviani Ferraz                    | 14626                                  | PTB                                    | SP Esperança                           | 28.817                                 | 0,51%                                  |
| Celso Cardoso                          | 11650                                  | PPB                                    | Não Deixe São Paulo Parar              | 28.555                                 | 0,50%                                  |
| Vicente Viscome                        | 11650                                  | PPB                                    | Não Deixe São Paulo Parar              | 27.046                                 | 0,48%                                  |
| Gilson Barreto                         | 45678                                  | PSDB                                   | SP São Paulo                           | 27.034                                 | 0,48%                                  |
| Curiati Júnior                         | 11660                                  | PPB                                    | Não Deixe São Paulo Parar              | 26.751                                 | 0,47%                                  |
| Arselino Tatto                         | 13611                                  | PT                                     | SIM por São Paulo                      | 26.667                                 | 0,47%                                  |
| Aurélio Nomura                         | 45678                                  | PSDB                                   | SP São Paulo                           | 25.696                                 | 0,45%                                  |
| Armando Mellão Neto                    | 11636                                  | PPB                                    | Não Deixe São Paulo Parar              | 23.662                                 | 0,42%                                  |
| José Silva Amorim                      | 14636                                  | PTB                                    | SP Esperança                           | 23.580                                 | 0,42%                                  |
| Adriano Diogo                          | 13601                                  | PT                                     | SIM por São Paulo                      | 23.426                                 | 0,41%                                  |
| Goulart                                | 15651                                  | PMDB                                   | Viver São Paulo                        | 23.336                                 | 0,41%                                  |
| José Mentor                            | 13699                                  | PT                                     | SIM por São Paulo                      | 22.729                                 | 0,40%                                  |
| Devanir Ribeiro                        | 13690                                  | PT                                     | SIM por São Paulo                      | 22.611                                 | 0,40%                                  |
| Natalício Bezerra                      | 14611                                  | PTB                                    | SP Esperança                           | 21.914                                 | 0,39%                                  |
| Henrique Pacheco                       | 13678                                  | PT                                     | SIM por São Paulo                      | 20.987                                 | 0,37%                                  |
| Ítalo Cardoso                          | 13650                                  | PT                                     | SIM por São Paulo                      | 18.982                                 | 0,34%                                  |
| Ana Maria Martins                      |                                        | PCdoB                                  | SIM por São Paulo                      | 18.761                                 | 0,33%                                  |
| Mohamad Said Mourad                    | 22626                                  | PL                                     | Rossi por São Paulo                    | 18.647                                 | 0,33%                                  |
| Aldaíza Sposati                        | 13624                                  | PT                                     | SIM por São Paulo                      | 18.416                                 | 0,33%                                  |
| Vicente Cândido                        | 13651                                  | PT                                     | SIM por São Paulo                      | 18.310                                 | 0,32%                                  |
| Jorge Taba                             | 12688                                  | PDT                                    | Rossi por São Paulo                    | 17.354                                 | 0,31%                                  |
| Lídia Corrêa da Silva                  | 15615                                  | PMDB                                   | Viver São Paulo                        | 17.354                                 | 0,31%                                  |
| Carlos Neder                           | 13666                                  | PT                                     | SIM por São Paulo                      | 16.666                                 | 0,29%                                  |
| José Eduardo Cardozo                   | 13617                                  | PT                                     | SIM por São Paulo                      | 16.255                                 | 0,29%                                  |
| Pierre de Freitas                      | 45660                                  | PSDB                                   | SP São Paulo                           | 15.874                                 | 0,28%                                  |
| José Izar                              |                                        | PFL                                    | Não Deixe São Paulo Parar              | 15.399                                 | 0,27%                                  |
| Luiz Paschoal                          | 14680                                  | PTB                                    | SP Esperança                           | 14.445                                 | 0,26%                                  |
| Maeli Vergniano                        | 12647                                  | PDT                                    | Rossi por São Paulo                    | 14.291                                 | 0,25%                                  |
| Paulo Frange                           | 12612                                  | PDT                                    | Rossi por São Paulo                    | 14.039                                 | 0,25%                                  |
| Dalton Silvano                         | 45654                                  | PSDB                                   | SP São Paulo                           | 13.622                                 | 0,24%                                  |
| Ivo Morganti                           | 25644                                  | PFL                                    | Não Deixe São Paulo Parar              | 13.587                                 | 0,24%                                  |
| Nelson Proença                         | 45651                                  | PSDB                                   | SP São Paulo                           | 13.438                                 | 0,24%                                  |
| Maria Helena                           | 22622                                  | PL                                     | Rossi por São Paulo                    | 13.016                                 | 0,23%                                  |
| Anna Maria Quadros                     | 45633                                  | PSDB                                   | SP São Paulo                           | 13.010                                 | 0,23%                                  |
| Osvaldo Enéas                          | 56613                                  | PRONA                                  |                                        | 6.873                                  | 0,12%                                  |
| Votos válidos                          | Votos válidos                          | Votos válidos                          | Eleitos                                | 1.505.699                              | 26,62%                                 |
| Votos válidos                          | Votos válidos                          | Votos válidos                          | Não Eleitos                            | 3.349.264                              | 59,22%                                 |
| Votos válidos                          | Votos válidos                          | Votos válidos                          | Total                                  | 4.854.963                              | 85,85%                                 |
| Votos Apurados                         |                                        |                                        |                                        |                                        |                                        |
| Votos válidos                          | Votos válidos                          | Votos válidos                          | Votos válidos                          | 4.854.963                              | 85,85%                                 |
| Votos em branco                        | Votos em branco                        | Votos em branco                        | Votos em branco                        | 313.204                                | 5,54%                                  |
| Votos nulos                            | Votos nulos                            | Votos nulos                            | Votos nulos                            | 487.171                                | 8,61%                                  |
| Total de votos apurados                | Total de votos apurados                | Total de votos apurados                | Total de votos apurados                | 5.655.338                              | 83,59%                                 |
| Eleitores                              |                                        |                                        |                                        |                                        |                                        |
| Comparecimento                         | Comparecimento                         | Comparecimento                         | Comparecimento                         | 5.655.338                              | 83,59%                                 |
| Abstenções                             | Abstenções                             | Abstenções                             | Abstenções                             | 1.110.069                              | 16,41%                                 |
| Total de eleitores                     | Total de eleitores                     | Total de eleitores                     | Total de eleitores                     | 6.765.407                              | 100%                                   |

| Bancadas | Coligação                 | Assentos | Vereador Mais Votado | Campo    |
| -------- | ------------------------- | -------- | -------------------- | -------- |
| PPB      | Não Deixe São Paulo Parar | 18       | Nelo Rodolfo         | Governo  |
| PT       | SIM por São Paulo         | 10       | Arselino Tatto       | Oposição |
| PSDB     | SP São Paulo              | 8        | Alberto Hiar         | Oposição |
| PMDB     | Viver São Paulo           | 4        | Jooji Hato           | Oposição |
| PTB      | SP Esperança              | 4        | José Viviani Ferraz  | Oposição |
| PDT      | Rossi por São Paulo       | 3        | Jorge Taba           | Oposição |
| PL       | Rossi por São Paulo       | 3        | Toninho Paiva        | Oposição |
| PFL      | Não Deixe São Paulo Parar | 2        | José Izar            | Governo  |
| PCdoB    | SIM por São Paulo         | 1        | Ana Maria Martins    | Oposição |
| PRONA    |                           | 1        | Osvaldo Enéas        | Oposição |